# Swenzonen

Der Fischgreif der Swenzonen im Wappen der Familie von Puttkamer

Als Swenzonen wird in der Geschichtsschreibung ein Ministerialbeamtengeschlecht bezeichnet, das im 13. und 14. Jahrhundert in den Herzogtümern Pommern und Pommerellen ansässig war. Die Swenzonen spielten eine wichtige Rolle im pommerellischen Erbfolgestreit von 1295 bis 1309. In der 1. Hälfte des 14. Jahrhunderts regierten die Swenzonen in den Landen Schlawe und Stolp wie Landesherren. Das Wappen der Swenzonen war ein Greif mit einem Störschwanz, ein sogenannter Fischgreif. 

## Geschichte
Die ersten bekannten Angehörigen dieser Familie sind der um die Mitte des 13. Jahrhunderts in Urkunden erwähnte Swenzo und dessen jüngerer Bruder Lorenz. Beide waren ursprünglich lediglich hohe Verwaltungsbeamte. Nach Swenzo wird das seine Familie, die Familie seines Bruders Lorenz sowie deren Nachfahren umfassende Adelsgeschlecht in der Geschichtsschreibung als Swenzonen bezeichnet. Die Familie, von der Swenzo und Lorenz abstammten, war im Lande Schlawe-Stolp heimisch.
Anfang des 13. Jahrhunderts herrschte in dem zwischen dem Nestbach östlich des Gollenbergs bei Köslin und dem Fluss Leba, der damaligen Grenze zum polnischen Teilfürstentum Pommerellen, liegenden hinterpommerschen Gebiet die Dynastie der Ratiboriden. Dieses vermutlich mit den Greifen nahe verwandte Herrscherhaus starb im ersten Drittel des 13. Jahrhunderts aus. Auf das Gebiet hatten die Dänen Einfluss ausgeübt, bis ihre Machtstellung im Ostseeraum 1227 nach der Schlacht bei Bornhöved zerbrach. Anschließend fiel diese noch nicht sehr weit entwickelte Region gegen den Protest der pommerschen Herzöge, die dort Erbansprüche hatten, für drei Generationen (1236–1308) an das polnische Teilfürstentum Pommerellen. Von 1266 bis 1295 wurde Pommerellen von Herzog Mestwin II. regiert. Die pommerellische Herrschaft in den Landen Schlawe-Stolp wurde 1266–1268 und 1270–1277 durch Einfälle Barnims I. von Stettin bzw. Wizlaws IV. von Rügen unterbrochen. Polen war damals in viele Teilfürstentümer zerfallen, doch war die Verwaltungsordnung in Pommerellen dieselbe wie im übrigen Polen. Nachdem die Lande Schlawe-Stolp pommerellisch geworden waren, wurde dort dieselbe Verwaltungsordnung eingeführt, die zuvor im polnischen Fürstentum Pomerellen, östlich der Leba, gegolten hatte. Auf den Hauptburgen Schlawe, Dirlow an der Wippermündung und Stolp übten nunmehr hohe Beamte im Auftrag Danziger Fürsten deren Rechte bezüglich Verteidigung, Verwaltung, Rechtsprechung, Steuern und Regalien aus. Der höchste Beamte war der Palatin (comes palatinus, polnisch Wojewode), der für ganze Bezirke wie Danzig oder Schlawe-Stolp Verantwortung trug. Ihm unterstanden in den einzelnen Burgbezirken Kastellane (Burggrafen, Vögte), denen wiederum zahlreiche Beamte wie z. B. die Unterkämmerer (subcamerarius, polnisch podkomorzy) unterstanden.
Lorenz war von 1288 bis mindestens 1307 Kastellan von Stolp. Swenzo begann seine Laufbahn als Verwaltungsbeamter ebenfalls in Schlawe (1257) und in Stolp (1274) und wurde 1286 zum Palatin von Danzig und schon 1287 auch von Stolp befördert. Unter Herzog Mestwin II. von Pomerellen konnte er sich nun „palatinus totius Pomeraniae“ (Palatin von ganz Pommerellen) nennen und war so in Pommerellen zu einem führenden Adligen aufgerückt. Nachdem mit dem Tode Mestwins II. Weihnachten 1294 das pommerellische Herzogshaus der Samboriden ausstarb, begannen langwierige Querelen um die Erbfolge in Pommerellen und im Lande Schlawe-Stolp. Einerseits hatte Mestwin am 1. April 1269 im Vertrag von Arnswalde den brandenburgischen Markgrafen Johann II., Otto IV. und Konrad I., die als Vertreter des deutschen Königs aufgetreten waren, seinen gesamten Besitz übereignet und von diesen als Lehen genommen. Gleichzeitig hatten die Markgrafen mit Mestwin, der keine männlichen Erben hatte, einen Erbfolgevertrag abgeschlossen. Anschließend kam es zu einem Zerwürfnis zwischen Mestwin und dem Markgrafen Konrad. Allem Anschein nach hatte dieses Zerwürfnis zur Folge, dass Mestwin die den Askaniern im Vertrag von Arnswalde früher zugestandene Oberhoheit über ganz Pomerellen nun nicht mehr anerkannte und ihnen unter den von ihm beherrschten Gebieten nur noch die Oberhoheit über die Lande Schlawe und Stolp zugestand. Am 3. September 1273 nahm Mestwin im Vertrag an der Dragebrücke von den Brandenburgern die Lande Schlawe und Stolp als Lehen. Am 18. Januar 1277 hatten die Markgrafen außerdem Witzlaw II. von Rügen für 3.500 Mark Silber dessen Pfandrechte an den Landen Schlawe und Rügenwalde abgekauft, die dieser als Heiratsgut seiner Mutter Euphemia, einer Tochter des Swantopolk von Pommerellen, beanspruchen konnte. Später hatte Mestwin II. im Gegensatz zu seinen vorher vertraglich bekundeten Absichten als seinen Nachfolger König Przemysław II. von Polen eingesetzt. Als dieser bereits 1296 ermordet wurde, fiel den Swenzonen eine politische Schlüsselrolle in dem nachfolgenden langen pommerellischen Erbfolgestreit zu.
Um die Erbnachfolge bemühten sich außerdem nicht nur polnische Herzöge aus der Linie der Piasten, sondern nun auch böhmischen Przemysliden. Unter Wenzel II. (1299–1305) und Wenzel III. (1305–1306), die nicht selbst im Land anwesend waren, wird Swenzo zum mit königlichen Vollmachten ausgestatteter Statthalter für ganz Pommerellen einschließlich der Lande Schlawe-Stolp ernannt. Sein Sohn Peter, der seit 1301 auf seiner Herrschaft Neuenburg zu Reichtum und Einfluss gekommen war, wird zum Starosten (lat. capitaneus) ernannt und erfreut sich der besonderen Gunst der beiden Wenzel. Als sich Władysław I. Ellenlang nach dem Tode Wenzels II. 1305 und der Ermordung Wenzels III., 1306, zunächst in Pommerellen durchsetzen konnte, unterstützte ihn Swenzo zuerst, doch fielen die Swenzonen bei dem neuen Herrscher bald in Ungnade, so dass ihnen der finanzielle Ruin drohte. Um der erfahrenen Ungnade zu begegnen, suchte Peter von Neuenburg Unterstützung bei den Brandenburgern, den Gegnern Władysławs. Gehör fand er bei Markgraf Waldemar von Brandenburg. In einem in Lindow bei Stolp am 17. Januar 1307 unterzeichneten Vertrag wurde mit Peter von Neuenburg vereinbart, dass die Swenzonen ihre Ämter behalten dürfen und dass ihre Gesamtfamilie die Burgen bei Schlawe, Rügenwalde und Pollnow als Lehen erhält. Die Burgen in Neuenburg und Tuchel sollten sie behalten dürfen. Die Swenzonen, die damit zu kleinen Landesherren (domini terrae) aufgestiegen waren, und ihr Anhang wandten sich nun insgesamt gegen Władysław. Diese Kehrtwendung der Swenzonen ist später in die polnische Geschichtsschreibung als „Verrat der Swenzonen“ eingegangen. Swenzo war noch am 21. Februar 1308 am Verkauf des Dorfes Glovebanz an die Stadt Köslin beteiligt. Das Amt des Palatins von Danzig hatte er noch 1308 ausgeübt.
Um ihre Ansprüche an Pommerellen durchzusetzen, rückten die Brandenburger 1308 tatsächlich in Danzig ein, wo ihnen die überwiegend deutsche Bevölkerung die Tore geöffnet hatte. Sie konnten jedoch die Burg nicht einnehmen, da Władysław I. zu deren Verteidigung Söldner des Deutschen Ordens rekrutiert hatte. Nachdem die Brandenburger sich wieder in die Lande Schlawe-Stolp zurückgezogen hatten, war Władysław nicht imstande, das dem Deutschen Orden für die militärische Hilfe versprochene Entgelt aufzutreiben. Der Deutsche Orden besetzte deshalb 1309 ganz Pomerellen, bis auf die Lande Schlawe-Stolp, die von den Brandenburgern besetzt waren (1308–1317). Nachdem als Ergebnis des Erbfolgestreits Pommerellen bis auf die Lande Schlawe-Stolp an den Deutschen Orden gekommen war, verloren die Swenzonen ihre Stellung in Pommerellen. Die Söhne Swenzos konnten jedoch in dem von den Brandenburgern gehaltenen Randgebiet Schlawe-Stolp, eine Zeitlang halten. Dieses Gebiet blieb 1309 unter der Herrschaft von Markgraf Waldemar von Brandenburg. 1317 trat Waldemar im Vertrag von Templin die Lande Schlawe-Stolp an Herzog Wartislaw IV. von Pommern-Wolgast  ab, als Dank für die Neutralität, die die pommerschen Herzöge während des (fehlgeschlagenen) Vorstoßes der Brandenburger gegen Danzig bewahrt hatten.
Die Swenzonen hatten die ihnen im Vertrag von Lindow zugesprochenen Burgen so aufgeteilt, dass Swenzos ältester Sohn, Peter von Neuenburg, Herr von Pollnow geworden war. Die Ansprüche auf seinen vorherigen Besitz in Neuenburg, der größer gewesen war als der in Pollnow, konnte Peter von Neuenburg nicht realisieren; 1313 übergab er Neuenburg dem Deutschen Orden. Er starb 1326/27. Peter von Neuenburgs Sohn, Peter von Pollnow, übergab den Restbesitz, der in Tuchel übriggeblieben war, 1353 dem Deutschen Orden. Peter von Pollnow verlor auch Pollnow; diesen Besitz musste er noch im gleichen Jahr an den Bischof von Cammin abtreten.
Swenzos zweiter Sohn, Jesko (Johann), hatte die Burg Schlawe erhalten und nannte sich entsprechend Jesko von Schlawe. In alten Urkunden lässt er sich bis 1347 verfolgen. Er wurde etwa 70 Jahre alt und hatte zwei Söhne: Peter von Schlawe (der ältere der beiden Söhne) und Lorenz von Schlawe. Wie aus einer Urkunde hervorgeht, waren Jesko von Schlawe und sein Sohn Peter im Jahr 1447 von den Söhnen des Herzogs Wartislaw IV. von Pommern-Wolgast eines angeblichen Rechtsvergehens bezichtigt worden, ohne dass aus der betreffenden Urkunde der genauere Sachverhalt ersichtlich wäre. Jesko von Schlawe und Peter von Schlawe hatten bei der Stadt Schlawe Schulden gemacht und ihren Besitz und ihre Rechte als Burgherren verpfändet. Da sie ihre Schulden nicht zurückzahlen konnten, verloren sie ihren gesamten Besitz und die damit verbundenen Rechte an die Stadt Schlawe.
Jeskos jüngster Sohn, Lorenz, hatte die Burg Dirlow an der Mündung der Wipper erhalten. Er starb kurz nach 1317, in jungen Jahren. Er war noch an der Neugründung der einige Kilometer entfernten Stadt Rügenwalde und an der Gründung der Stadt Schlawe beteiligt gewesen. Die Rolle des Landesherren fiel nun seinem Sohn, Jesko von Rügenwalde, zu. Da dieser noch unmündig war, übten seine Onkel Peter von Neuenburg und Jesko von Schlawe die Vormundschaft über ihn aus und damit auch die Herrschaft über Rügenwalde. Selbständig tritt Jesko von Rügenwalde erst am Anfang der 1330er Jahre auf; er wird nun als dominus Rugenwaldensis (Herr von Rügenwalde) bezeichnet, gilt aber nur als Knappe, nicht als Ritter. Im Jahre 1333 erteilt er der Stadt Rügenwalde ein großzügiges Privileg: Er sichert ihr nicht nur den Fortbestand aller bisher gewährten Freiheiten zu, sondern verspricht auch, dass weder er noch seine Nachfolger die zerstörte Burg in der Stadt neu aufbauen werden und auch nicht die Burg Dirlow an der Münde. Entgegen unglaubwürdigen Berichten soll Jesko von Rügenwalde keinen Sohn gehabt haben.
Im Lande Stolp hatte der Kastellan Lorenz, Swenzos jüngerer Bruder, seinen Besitz erweitern können. In einer Urkunde von 1315 wird seinem Sohn Kasimir dieser Besitz bestätigt. Darunter befinden sich auch einige Dörfer in der Region von Bütow, deren Gesamtheit sich für einige Jahrzehnte zum Land Tuchem entwickelt, das einen den Landen Schlawe, Rügenwalde und Pollnow vergleichbaren Status hat.
Nachdem die Swenzonen in den 1330er Jahren in eine wirtschaftliche Notlage geraten und zunehmend gezwungen gewesen waren, ihre Ländereien zu veräußern, schwand mehr und mehr auch ihre politische Macht. Beispielsweise verkaufte Jesko von Schlawe 1329 das Dorf Krampe dem Deutschen Orden, und Jesko von Schlawe und Jesko von Rügenwalde verkauften im Jahr 1337 den Hafenort Stolpmünde und das Dorf Arnshagen an den Magistrat der Stadt Stolp. Jesko von Rügenwalde verkaufte 1337 die auf der Feldmark des Dorfes Klein Strellin gelegene Wassermühle, die sogenannte Samelower Mühle, an den Magistrat der Stadt Stolp. Unter Waldemar wie auch unter Wartislaw IV. und dessen Söhnen hatten die Swenzonen im Land Schlawe zuvor wie Landesherren regiert, und sie waren wesentlich an der Gründung der Städte Rügenwalde (1312), Schlawe (1317), Pollnow (Gründungsjahr unbekannt) und Zanow (1343) nach Lübischem Recht beteiligt gewesen. Ihre Rolle als domini terrae war um die Mitte des 14. Jahrhunderts beendet, und ihr Status auf den gewöhnlicher Landadliger herabgesunken. Letztmals 1357 wird mit Peter von Pollnow ein Swenzone genannt, nach unsicheren Quellen noch 1367. Ob das Geschlecht ausgestorben ist oder unter anderem Namen fortlebte, ist unbekannt und strittig. 
Der zu Swantos Nachkommen gerechnete hinterpommersche Ritter Peter Putcumer, auch schon Puthkamer geschrieben, der das Swenzonen-Wappen führte, tritt im ersten Jahrzehnt des 14. Jahrhunderts häufiger hervor; er war, wie sein slawischer Name besagte, herzoglicher Unterkämmerer. Auch der Vorname Jesco gehört zu den Leitnamen der bis heute bestehenden Familie von Puttkamer, die den Fischgreif im Familienwappen führt.

## Stammliste der Swenzonen
1. Swenzo († nicht vor Februar 1308)
  1. Peter von Neuenburg († ca. 1326/1327)
    1. Peter von Pollnow († nach 1353)

  2. Jesko von Schlawe († nach 1347)
    1. Peter von Schlawe († nach 1357)
    2. Lorenz von Schlawe († nach 1354)

  3. Lorenz (Laurentius) von Rügenwalde († kurz nach 1317, in jungen Jahren)
    1. Jesko von Rügenwalde († nach 1357)
2. Lorenz (Laurentius), Kastellan von Stolp († 1312/1313)
  1. Swenzka († nach 1329)
  2. Kasimir von Tuchem